# Liste der Preisträger des James Tait Black Memorial Prize
Der James Tait Black Memorial Prize ist eine der wichtigsten Auszeichnungen in Großbritannien für neue englischsprachige Literatur.
Diese Liste der Preisträger des James Tait Black Memorial Prize verzeichnet die Preisträger und die ausgezeichneten Werke seit Stiftung des Preises 1919 durch Janet Coats, die Witwe des Verlegers James Tait Black.
Seit 1920 werden Preise für erzählende Literatur und Biografien vergeben, seit 2013 wird außerdem unregelmäßig ein Preis in der Kategorie Drama vergeben, jeweils für die besten Veröffentlichungen des Vorjahres.

## Erzählende Literatur
Die Auszeichnungen werden für die nach Ansicht der Jury jeweils beste Veröffentlichung des Vorjahres vergeben.

### 1920 bis 1930
| Liste der Preisträger „Fiction“ 1920 bis 1930 |                     |                                                               |
| Jahr der Preisverleihung                      | Künstler/-in        | Werk (Jahr der Erstveröffentlichung)                          |
| 1920                                          | Hugh Walpole        | The Secret City (1919)                                        |
| 1921                                          | D. H. Lawrence      | The Lost Girl (1920)                                          |
| 1922                                          | Walter de la Mare   | Memoirs Of A Midget (1921)                                    |
| 1923                                          | David Garnett       | Lady Into Fox (1922)                                          |
| 1924                                          | Arnold Bennett      | Riceyman Steps (1923)                                         |
| 1925                                          | E. M. Forster       | A Passage To India (1924); deutsch: Auf der Suche nach Indien |
| 1926                                          | Liam O’Flaherty     | The Informer (1925)                                           |
| 1927                                          | Radclyffe Hall      | Adam's Breed (1926)                                           |
| 1928                                          | Francis Brett Young | Portrait Of Clare (1927)                                      |
| 1929                                          | Siegfried Sassoon   | Memoirs Of A Fox-Hunting Man (1928)                           |
| 1930                                          | J. B. Priestley     | The Good Companions (1929)                                    |

### 1931 bis 1940
| Liste der Preisträger „Fiction“ 1931 bis 1940 |                 |                                              |
| Jahr der Preisverleihung                      | Künstler/-in    | Werk (Jahr der Erstveröffentlichung)         |
| 1931                                          | E. H. Young     | Miss Mole (1930)                             |
| 1932                                          | Kate O’Brien    | Without My Cloak (1931)                      |
| 1933                                          | Helen Simpson   | Boomerang (1932)                             |
| 1934                                          | A. G. Macdonell | England, Their England (1933)                |
| 1935                                          | Robert Graves   | I, Claudius und Claudius The God (1934)      |
| 1936                                          | L. H. Myers     | The Root And The Flower (1935)               |
| 1937                                          | Winifred Holtby | South Riding (1936)                          |
| 1938                                          | Neil M. Gunn    | Highland River (1937)                        |
| 1939                                          | C. S. Forester  | A Ship Of The Line und Flying Colours (1938) |
| 1940                                          | Aldous Huxley   | After Many A Summer Dies The Swan (1939)     |

### 1941 bis 1950
| Liste der Preisträger „Fiction“ 1941 bis 1950 |                  |                                                                                   |
| Jahr der Preisverleihung                      | Künstler/-in     | Werk (Jahr der Erstveröffentlichung)                                              |
| 1941                                          | Charles Morgan   | The Voyage (1940)                                                                 |
| 1942                                          | Joyce Cary       | A House Of Children (1941)                                                        |
| 1943                                          | Arthur Waley     | Monkey (Übersetzung des Romans Die Reise nach Westen aus dem Chinesischen) (1942) |
| 1944                                          | Mary Lavin       | Tales From Bective Bridge (1943)                                                  |
| 1945                                          | Forrest Reid     | Young Tom (1944)                                                                  |
| 1946                                          | L. A. G. Strong  | Travellers (1945)                                                                 |
| 1947                                          | G. Oliver Onions | Poor Man's Tapestry (1946)                                                        |
| 1948                                          | L. P. Hartley    | Eustace And Hilda (1947)                                                          |
| 1949                                          | Graham Greene    | The Heart Of The Matter (1948)                                                    |
| 1950                                          | Emma Smith       | The Far Cry (1949)                                                                |

### 1951 bis 1960
| Liste der Preisträger „Fiction“ 1951 bis 1960 |                        |                                                |
| Jahr der Preisverleihung                      | Künstler/-in           | Werk (Jahr der Erstveröffentlichung)           |
| 1951                                          | Robert Henriquez       | Along The Valley (1950)                        |
| 1952                                          | W. C. Chapman-Mortimer | Father Goose (1951)                            |
| 1953                                          | Evelyn Waugh           | Men At Arms (1952)                             |
| 1954                                          | Margaret Kennedy       | Troy Chimneys (1953)                           |
| 1955                                          | C. P. Snow             | The New Men and The Masters in sequence (1954) |
| 1956                                          | Ivy Compton-Burnett    | Mother And Son (1955)                          |
| 1957                                          | Rose Macaulay          | The Towers Of Trebizond (1956)                 |
| 1958                                          | Anthony Powell         | At Lady Molly's (1957)                         |
| 1959                                          | Angus Wilson           | The Middle Age Of Mrs Eliot (1958)             |
| 1960                                          | Morris L. West         | The Devil's Advocate (1959)                    |

### 1961 bis 1970
| Liste der Preisträger „Fiction“ 1961 bis 1970 |                                         |                                      |
| Jahr der Preisverleihung                      | Künstler/-in                            | Werk (Jahr der Erstveröffentlichung) |
| 1961                                          | Rex Warner                              | Imperial Caesar (1960)               |
| 1962                                          | Jennifer Dawson                         | The Ha-Ha (1961)                     |
| 1963                                          | Ronald Hardy                            | Act Of Destruction (1962)            |
| 1964                                          | Gerda Charles                           | A Slanting Light (1963)              |
| 1965                                          | Frank Tuohy                             | The Ice Saints (1964)                |
| 1966                                          | Muriel Spark                            | The Mandelbaum Gate (1965)           |
| 1967                                          | Christine Brooke-Rose und Aidan Higgins | Such Langrishe, Go Down (1966)       |
| 1968                                          | Margaret Drabble                        | Jerusalem The Golden (1967)          |
| 1969                                          | Maggie Ross                             | The Gasteropod (1968)                |
| 1970                                          | Elizabeth Bowen                         | Eva Trout (1969)                     |

### 1971 bis 1980
| Liste der Preisträger „Fiction“ 1971 bis 1980 |                  |                                            |
| Jahr der Preisverleihung                      | Künstler/-in     | Werk (Jahr der Erstveröffentlichung)       |
| 1971                                          | Lily Powell      | The Bird Of Paradise (1970)                |
| 1972                                          | Nadine Gordimer  | A Guest Of Honour (1971)                   |
| 1973                                          | John Berger      | G. (1972)                                  |
| 1974                                          | Iris Murdoch     | The Black Prince (1973)                    |
| 1975                                          | Lawrence Durrell | Monsieur, Or The Prince Of Darkness (1974) |
| 1976                                          | Brian Moore      | The Great Victorian Collection (1975)      |
| 1977                                          | John Banville    | Doctor Copernicus (1976)                   |
| 1978                                          | John le Carré    | The Honourable Schoolboy (1977)            |
| 1979                                          | Maurice Gee      | Plumb (1978)                               |
| 1980                                          | William Golding  | Darkness Visible (1979)                    |

### 1981 bis 1990
| Liste der Preisträger „Fiction“ 1981 bis 1990 |                                 |                                               |
| Jahr der Preisverleihung                      | Künstler/-in                    | Werk (Jahr der Erstveröffentlichung)          |
| 1981                                          | J. M. Coetzee                   | Waiting For The Barbarians (1980)             |
| 1982                                          | Salman Rushdie und Paul Theroux | Midnight's Children The Mosquito Coast (1981) |
| 1983                                          | Bruce Chatwin                   | On The Black Hill (1982)                      |
| 1984                                          | Jonathan Keates                 | Allegro Postillions (1983)                    |
| 1985                                          | J. G. Ballard und Angela Carter | Empire Of The Sun Nights At The Circus (1984) |
| 1986                                          | Robert Edric                    | Winter Garden (1985)                          |
| 1987                                          | Jenny Joseph                    | Werk (1986)                                   |
| 1988                                          | George Mackay Brown             | The Golden Bird: Two Orkney Stories (1987)    |
| 1989                                          | Piers Paul Read                 | A Season In The West (1988)                   |
| 1990                                          | James Kelman                    | A Disaffection (1989)                         |

### 1991 bis 2000
| Liste der Preisträger „Fiction“ 1991 bis 2000 |                                 |                                      |
| Jahr der Preisverleihung                      | Künstler/-in                    | Werk (Jahr der Erstveröffentlichung) |
| 1991                                          | William Boyd                    | Brazzaville Beach (1990)             |
| 1992                                          | Iain Sinclair                   | Downriver (1991)                     |
| 1993                                          | Rose Tremain                    | Sacred Country (1992)                |
| 1994                                          | Caryl Phillips                  | Crossing The River (1993)            |
| 1995                                          | Alan Hollinghurst               | The Folding Star (1994)              |
| 1996                                          | Christopher Priest              | The Prestige (1995)                  |
| 1997                                          | Graham Swift und Alice Thompson | Last Orders Justine (1996)           |
| 1998                                          | Andrew Miller                   | Ingenious Pain (1997)                |
| 1999                                          | Beryl Bainbridge                | Master Georgie (1998)                |
| 2000                                          | Timothy Mo                      | Renegade or Halo2 (1999)             |

### 2001 bis 2010
| Liste der Preisträger „Fiction“ 2001 bis 2010 |                  |                                      |
| Jahr der Preisverleihung                      | Künstler/-in     | Werk (Jahr der Erstveröffentlichung) |
| 2001                                          | Zadie Smith      | White Teeth (2000)                   |
| 2002                                          | Sid Smith        | Something Like a House (2001)        |
| 2003                                          | Jonathan Franzen | The Corrections (2002)               |
| 2004                                          | Andrew O’Hagan   | Personality (2003)                   |
| 2005                                          | David Peace      | GB84 (2004)                          |
| 2006                                          | Ian McEwan       | Saturday (2005)                      |
| 2007                                          | Cormac McCarthy  | The Road (2006)                      |
| 2008                                          | Rosalind Belben  | Our Horses in Egypt (2007)           |
| 2009                                          | Sebastian Barry  | The Secret Scripture (2008)          |
| 2010                                          | A. S. Byatt      | The Children's Book (2009)           |

### 2011 bis 2020
| Liste der Preisträger „Fiction“ 2011 bis 2020 |                    |                                         |
| Jahr der Preisverleihung                      | Künstler/-in       | Werk (Jahr der Erstveröffentlichung)    |
| 2011                                          | Tatjani Soli       | The Lotus Eaters (2010)                 |
| 2012                                          | Padgett Powell     | You and Me (2011)                       |
| 2013                                          | Alan Warner        | The Deadman’s Pedal (2012)              |
| 2014                                          | Jim Crace          | Harvest (2013)                          |
| 2015                                          | Zia Haider Rahman  | In the Light of What We Know (2014)     |
| 2016                                          | Benjamin Markovits | You Don’t Have to Live Like this (2015) |
| 2017                                          | Eimear McBride     | The Lesser Bohemians (2016)             |
| 2018                                          | Eley Williams      | Attrib. and other stories (2017)        |
| 2019                                          | Olivia Laing       | Crudo (2018)                            |
| 2020                                          | Lucy Ellmann       | Ducks, Newburyport (2019)               |

### 2021 bis 2030
| Liste der Preisträger „Fiction“ 2021 bis 2030 |                    |                                      |
| Jahr der Preisverleihung                      | Künstler/-in       | Werk (Jahr der Erstveröffentlichung) |
| 2021                                          | Shola von Reinhold | Lote (2020)                          |
| 2022                                          | Keith Ridgway      | A Shock (2021)                       |
| 2023                                          | Barbara Kingsolver | Demon Copperhead (2022)              |
| 2024                                          | Alexis Wright      | Praiseworthy (2023)                  |

## Biografie
Die Auszeichnungen werden für die nach Ansicht der Jury jeweils beste Veröffentlichung des Vorjahres vergeben.

### 1920 bis 1930
| Liste der Preisträger „Biography“ 1920 bis 1930 |                       |                                                                |
| Jahr der Preisverleihung                        | Verfasser/-in         | Werk (Jahr der Erstveröffentlichung)                           |
| 1920                                            | Henry Festing Jones   | Samuel Butler, Author Of Erewhon (1835-1902) - A Memoir (1919) |
| 1921                                            | G. M. Trevelyan       | Lord Grey Of The Reform Bill (1920)                            |
| 1922                                            | Lytton Strachey       | Queen Victoria (1921)                                          |
| 1923                                            | Percy Lubbock         | Earlham (1922)                                                 |
| 1924                                            | Ronald Ross           | Memoirs, Etc. (1923)                                           |
| 1925                                            | William Wilson        | The House Of Airlie (1924)                                     |
| 1926                                            | Geoffrey Scott        | The Portrait Of Zelide (1925)                                  |
| 1927                                            | Herbert Brook Workman | John Wyclif: A Study Of The English Medieval Church (1926)     |
| 1928                                            | H. A. L. Fisher       | James Bryce, Viscount Bryce Of Dechmont, O.M. (1927)           |
| 1929                                            | John Buchan           | Montrose (1928)                                                |
| 1930                                            | David Cecil           | The Stricken Deer: Or The Life Of Cowper (1929)                |

### 1931 bis 1940
| Liste der Preisträger „Biography“ 1931 bis 1940 |                         |                                                                    |
| Jahr der Preisverleihung                        | Verfasser/-in           | Werk (Jahr der Erstveröffentlichung)                               |
| 1931                                            | Francis Yeats-Brown     | Lives Of A Bengal Lancer (1930)                                    |
| 1932                                            | J. Y. T. Greig          | David Hume (1931)                                                  |
| 1933                                            | Stephen Gwynn           | The Life Of Mary Kingsley (1932)                                   |
| 1934                                            | Violet Clifton          | The Book Of Talbot (1933)                                          |
| 1935                                            | J. E. Neale             | Queen Elizabeth (1934)                                             |
| 1936                                            | Raymond Wilson Chambers | Thomas More (1935)                                                 |
| 1937                                            | Edward Sackville-West   | A Flame In Sunlight: The Life And Work Of Thomas de Quincey (1936) |
| 1938                                            | Eustace Percy           | John Knox (1937)                                                   |
| 1939                                            | Edmund Chambers         | Samuel Taylor Coleridge (1938)                                     |
| 1940                                            | David C. Douglas        | English Scholars (1939)                                            |

### 1941 bis 1950
| Liste der Preisträger „Biography“ 1941 bis 1950 |                               |                                                           |
| Jahr der Preisverleihung                        | Verfasser/-in                 | Werk (Jahr der Erstveröffentlichung)                      |
| 1941                                            | H. F. M. Prescott             | Spanish Tudor (1940)                                      |
| 1942                                            | John Gore                     | King George V (1941)                                      |
| 1943                                            | Arthur Ponsonby               | Henry Ponsonby: Queen Victoria's Private Secretary (1942) |
| 1944                                            | G. G. Coulton                 | Fourscore Years (1943)                                    |
| 1945                                            | Cicely Veronica Wedgwood      | William The Silent (1944)                                 |
| 1946                                            | Dugald Sutherland MacColl     | Philip Wilson Steer (1945)                                |
| 1947                                            | Richard Aldington             | Wellington (1946)                                         |
| 1948                                            | Charles E. Raven              | English Naturalists From Neckham To Ray (1947)            |
| 1949                                            | Percy A. Scholes              | The Great Dr Burney (1948)                                |
| 1950                                            | John Connell (Schriftsteller) | W. E. Henley (1949)                                       |

### 1951 bis 1960
| Liste der Preisträger „Biography“ 1951 bis 1960 |                       |                                      |
| Jahr der Preisverleihung                        | Verfasser/-in         | Werk (Jahr der Erstveröffentlichung) |
| 1951                                            | Cecil Woodham-Smith   | Florence Nightingale (1950)          |
| 1952                                            | Noel G. Annan         | Leslie Stephen (1951)                |
| 1953                                            | G. M. Young           | Stanley Baldwin (1952)               |
| 1954                                            | Carola Oman           | Sir John Moore (1953)                |
| 1955                                            | Keith Feiling         | Warren Hastings (1954)               |
| 1956                                            | R. W. Ketton-Cremer   | Thomas Gray (1955)                   |
| 1957                                            | St. John Greer Ervine | George Bernard Shaw (1956)           |
| 1958                                            | Maurice Cranston      | Life Of John Locke (1957)            |
| 1959                                            | Joyce Hemlow          | The History Of Fanny Burney (1958)   |
| 1960                                            | Christopher Hassall   | Edward Marsh (1959)                  |

### 1961 bis 1970
| Liste der Preisträger „Biography“ 1961 bis 1970 |                       |                                                                     |
| Jahr der Preisverleihung                        | Verfasser/-in         | Werk (Jahr der Erstveröffentlichung)                                |
| 1961                                            | Adam Fox              | The Life Of Dean Inge (1960)                                        |
| 1962                                            | M. K. Ashby           | Joseph Ashby Of Tysoe (1961)                                        |
| 1963                                            | Meriol Trevor         | Newman: The Pillar and the Cloud und Newman: Light in Winter (1962) |
| 1964                                            | Georgina Battiscombe  | John Keble: A Study In Limitations (1963)                           |
| 1965                                            | Elizabeth Longford    | Victoria R.I. (1964)                                                |
| 1966                                            | Mary Caroline Moorman | William Wordsworth, The Later Years 1803-1850 (1965)                |
| 1967                                            | Geoffrey Keynes       | The Life Of William Harvey (1966)                                   |
| 1968                                            | Winifred Gérin        | Charlotte Brontë, The Evolution Of Genius (1967)                    |
| 1969                                            | Gordon S. Haight      | George Eliot (1968)                                                 |
| 1970                                            | Antonia Fraser        | Mary, Queen Of Scots (1969)                                         |

### 1971 bis 1980
| Liste der Preisträger „Biography“ 1971 bis 1980 |                 |                                                          |
| Jahr der Preisverleihung                        | Verfasser/-in   | Werk (Jahr der Erstveröffentlichung)                     |
| 1971                                            | Jasper Ridley   | Lord Palmerston (1970)                                   |
| 1972                                            | Julia Namier    | Lewis Namier (1971)                                      |
| 1973                                            | Quentin Bell    | Virginia Woolf (1972)                                    |
| 1974                                            | Robin Lane Fox  | Alexander The Great (1973)                               |
| 1975                                            | John Wain       | Samuel Johnson (1974)                                    |
| 1976                                            | Karl Miller     | Cockburn's Millennium (1975)                             |
| 1977                                            | Ronald Hingley  | A New Life Of Chekhov (1976)                             |
| 1978                                            | George Painter  | Chateaubriand: Volume 1 - The Longed-For Tempests (1977) |
| 1979                                            | Robert Gittings | The Older Hardy (1978)                                   |
| 1980                                            | Brian Finney    | Christopher Isherwood: A Critical Biography (1979)       |

### 1981 bis 1990
| Liste der Preisträger „Biography“ 1981 bis 1990 |                      |                                                       |
| Jahr der Preisverleihung                        | Verfasser/-in        | Werk (Jahr der Erstveröffentlichung)                  |
| 1981                                            | Robert B. Martin     | Tennyson: The Unquiet Heart (1980)                    |
| 1982                                            | Victoria Glendinning | Edith Sitwell: Unicorn Among Lions (1981)             |
| 1983                                            | Richard Ellmann      | James Joyce (1982)                                    |
| 1984                                            | Alan Walker          | Franz Liszt: The Virtuoso Years (1983)                |
| 1985                                            | Lyndall Gordon       | Virginia Woolf: A Writer's Life (1984)                |
| 1986                                            | David Nokes          | Jonathan Swift: A Hypocrite Reversed (1985)           |
| 1987                                            | Felicitas Corrigan   | Helen Waddell (1986)                                  |
| 1988                                            | Ruth Dudley Edwards  | Victor Gollancz: A Biography (1987)                   |
| 1989                                            | Brian McGuinness     | Wittgenstein, A Life: Young Ludwig (1889-1921) (1988) |
| 1990                                            | Ian Gibson           | Federico Garcia Lorca: A Life (1989)                  |

### 1991 bis 2000
| Liste der Preisträger „Biography“ 1991 bis 2000 |                                |                                                                           |
| Jahr der Preisverleihung                        | Verfasser/-in                  | Werk (Jahr der Erstveröffentlichung)                                      |
| 1991                                            | Claire Tomalin                 | The Invisible Woman: The Story Of Nelly Ternan And Charles Dickens (1990) |
| 1992                                            | Adrian Desmond, James R. Moore | Darwin (1991)                                                             |
| 1993                                            | Charles Nicholl                | The Reckoning: The Murder Of Christopher Marlowe (1992)                   |
| 1994                                            | Richard Holmes                 | Dr Johnson And Mr Savage (1993)                                           |
| 1995                                            | Doris Lessing                  | Under My Skin (1994)                                                      |
| 1996                                            | Gitta Sereny                   | Albert Speer: His Battle with the Truth (1995)                            |
| 1997                                            | Diarmaid MacCulloch            | Thomas Cranmer: A Life (1996)                                             |
| 1998                                            | R. F. Foster                   | W. B. Yeats: A Life Volume 1 - The Apprentice Mage 1965-1914 (1997)       |
| 1999                                            | Peter Ackroyd                  | The Life of Thomas More (1998)                                            |
| 2000                                            | Kathryn Hughes                 | George Eliot: The Last Victorian (1999)                                   |

### 2001 bis 2010
| Liste der Preisträger „Biography“ 2001 bis 2010 |                  | |
| Jahr der Preisverleihung                        | Verfasser/-in    | Werk (Jahr der Erstveröffentlichung)                                                                             |
| 2001                                            | Martin Amis      | Experience (2000)                                                                                                |
| 2002                                            | Robert Skidelsky | John Maynard Keynes: Volume 3 Fighting For Britain 1937-1946 (2001)                                              |
| 2003                                            | Jenny Uglow      | The Lunar Men: The Friends Who Made the Future 1730-1810 (2002)                                                  |
| 2004                                            | Janet Browne     | Charles Darwin: Volume 2 - The Power of Place (2003)                                                             |
| 2005                                            | Jonathan Bate    | John Clare: A Biography (2004)                                                                                   |
| 2006                                            | Sue Prideaux     | Edvard Munch: Behind The Scream (2005)                                                                           |
| 2007                                            | Byron Rogers     | The Man Who Went into the West: The Life of R.S. Thomas (2006)                                                   |
| 2008                                            | Rosemary Hill    | God's Architect: Pugin and the Building of Romantic Britain (2007)                                               |
| 2009                                            | Michael Holroyd  | A Strange Eventful History: The Dramatic Lives of Ellen Terry, Henry Irving and their Remarkable Families (2008) |
| 2010                                            | John Carey       | William Golding: The Man Who Wrote Lord of the Flies (2009)                                                      |

### 2011 bis 2020
| Liste der Preisträger „Biography“ 2011 bis 2020 |                  |                                                                                           |
| Jahr der Preisverleihung                        | Verfasser/-in    | Werk (Jahr der Erstveröffentlichung)                                                      |
| 2011                                            | Hilary Spurling  | Burying the Bones: Pearl Buck in China (2010)                                             |
| 2012                                            | Fiona MacCarthy  | The Last Pre-Raphaelite Edward Burne-Jones and the Victorian Imagination (2011)           |
| 2013                                            | Tanya Harrod     | The Last Sane Man: Michael Cardew, Modern Pots, Colonialism and the Counterculture (2012) |
| 2014                                            | Hermione Lee     | Penelope Fitzgerald: A life (2013)                                                        |
| 2015                                            | Richard Benson   | The Valley: A Hundred Years in the Life of a Family (2014)                                |
| 2016                                            | James S. Shapiro | 1606: William Shakespeare and the Year of Lear (2015)                                     |
| 2017                                            | Laura Cumming    | The Vanishing Man (2016)                                                                  |
| 2018                                            | Craig Brown      | Ma’am Darling: 99 Glimpses of Princess Margaret (2017)                                    |
| 2019                                            | Lindsey Hilsum   | In Extremis: The Life and Death of the War Correspondent Marie Colvin (2018)              |
| 2020                                            | George Szirtes   | The Photographer at Sixteen (2019)                                                        |

### 2021 bis 2030
| Liste der Preisträger „Biography“ 2021 bis 2030 |                        |                                                                                             |
| Jahr der Preisverleihung                        | Künstler/-in           | Werk (Jahr der Erstveröffentlichung)                                                        |
| 2021                                            | Doireann Ní Ghríofa    | A Ghost in the Throat (2020)                                                                |
| 2022                                            | Amit Chaudhuri         | Finding the Raga: An Improvisation on Indian Music (2021)                                   |
| 2023                                            | Darryl Pinckney        | Come Back in September: A Literary Education on West Sixty-Seventh Street, Manhattan (2022) |
| 2024                                            | Iman Mersal Ian Penman | Traces of Enayat (2023) Fassbinder Thousands of Mirrors (2023)                              |

## Drama
Die Auszeichnungen wurden für die nach Ansicht der Jury jeweils beste Produktion des Vorjahres vergeben.

### 2013 bis 2020
| Liste der Preisträger „Drama“ 2013 bis 2020 |                  |                                              |
| Jahr der Preisverleihung                    | Künstler/-in     | Werk (Jahr der Erstveröffentlichung)         |
| 2013                                        | Tim Price        | The Radicalisation of Bradley Manning (2012) |
| 2014                                        | Rory Mullarkey   | Cannibals (2013)                             |
| 2015                                        | Gordon Dahlquist | Tomorrow Come Today (2014)                   |
| 2016                                        | Gary Owen        | Iphigenia in Splott (2015)                   |
| 2017                                        | David Ireland    | Cyprus Avenue (2016)                         |
| 2018                                        | Tanika Gupta     | Lions and Tigers (2017)                      |
| 2019                                        | Clare Barron     | Dance Nation (2018)                          |
| 2020                                        | Yasmin Joseph    | J’Ouvert (2019)                              |